# Schloss Dampierre (Yvelines)

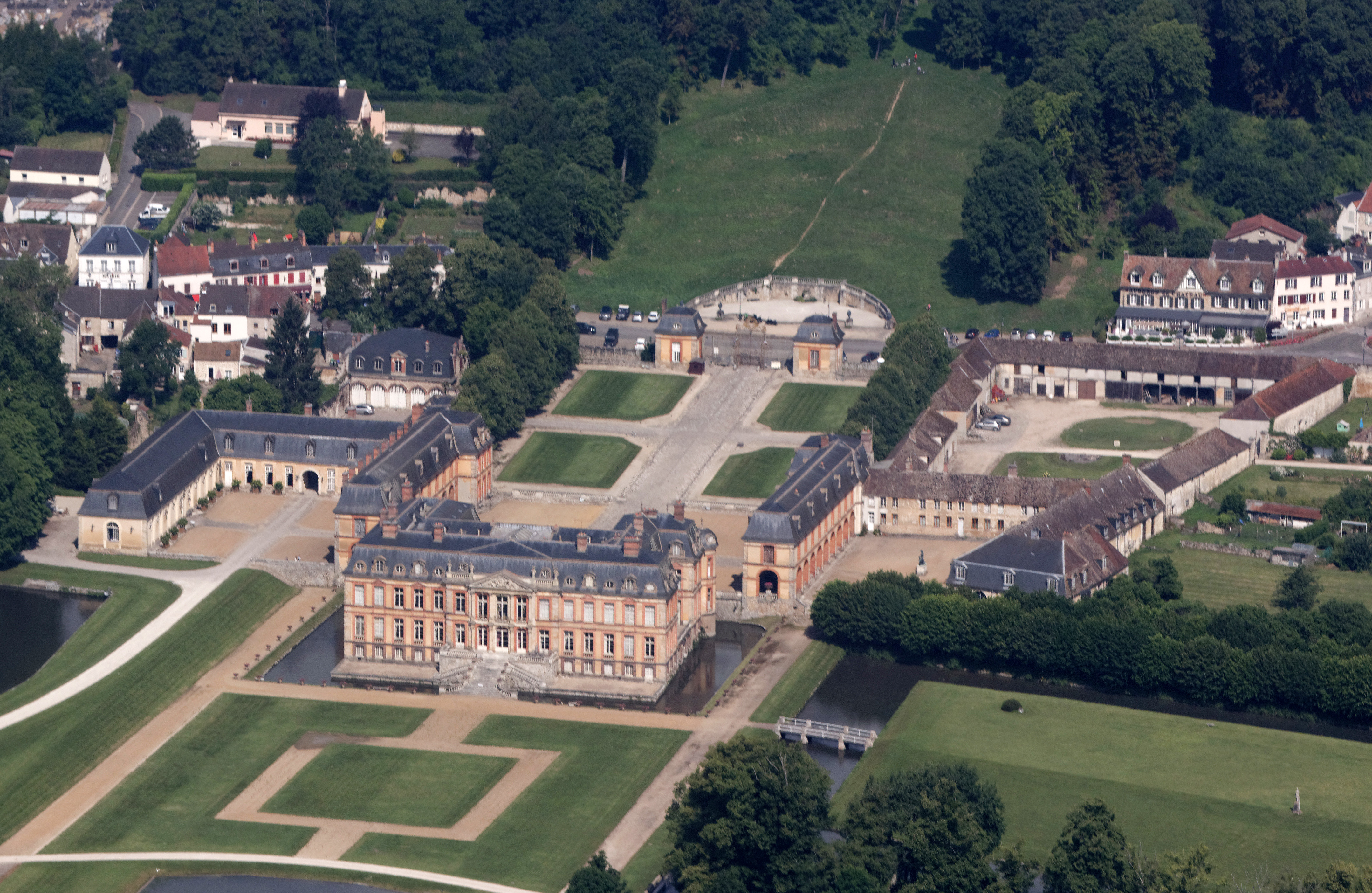
Luftbild des Schlosses von Südosten

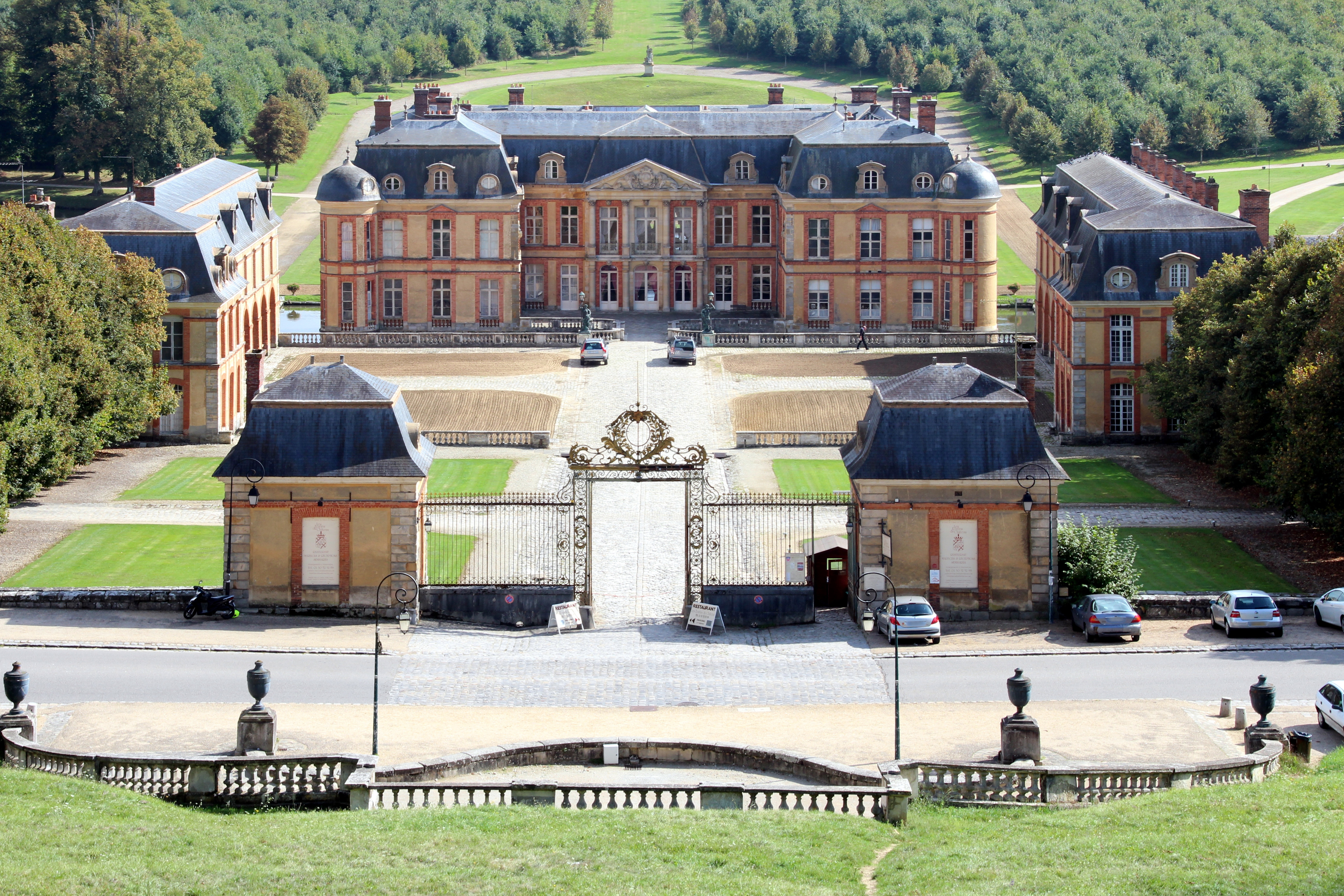
Ansicht des Schlosses von Nordwesten

Das Schloss Dampierre (französisch Château de Dampierre) ist eine klassizistische Schlossanlage in der französischen Gemeinde Dampierre-en-Yvelines. Der Ort liegt etwa 15 Kilometer südwestlich von Versailles und 30 Kilometer südwestlich von Paris im Département Yvelines in der Region Île-de-France.
Auf den Fundamenten einer Vorgängeranlage aus dem 16. Jahrhundert ab 1675 von Charles Honoré d’Albert, Herzog von Chevreuse und Luynes, nach Plänen von Jules Hardouin-Mansart erbaut, beherbergte das Wasserschloss im Laufe seiner Geschichte zahlreiche Mitglieder der französischen Königsfamilie als Gäste. Zu diesen zählten zum Beispiel 1682 König Ludwig XIV. sowie seine Nachfolger Ludwig XV. und Ludwig XVI. als auch die französischen Königinnen Anna von Österreich und Maria Leszczyńska, die auf Einladung ihrer Hofdame Marie Brûlart, der Herzogin von Luynes, mehrfach auf Schloss Dampierre verweilte. Außerdem diente die Anlage Marie de Rohan-Montbazon als Domizil, als sie nach der Chalais-Verschwörung und der Fronde vom Pariser Hof verbannt worden war. In der ersten Hälfte des 19. Jahrhunderts wurden einige Partien des Schlosses durch den Architekten Félix Duban restauriert.
Schloss Dampierre befand sich von 1663 bis 2018 im Besitz der Familie Albert de Luynes. Seit 2018 gehört es einem Mitglied der Familie Mulliez. Es steht seit dem 30. Mai 1928 als Monument historique unter Denkmalschutz und ist samt dem ihn umgebenden Park von April bis Ende September täglich für die Öffentlichkeit geöffnet. Seine Innenräume können im Rahmen einer Führung besichtigt werden.

## Geschichte

### Anfänge
Die Wurzeln der Anlage liegen einem bescheidenen Herrensitz, der bereits im 14. Jahrhundert urkundlich erwähnt und während des Jacquerie genannten Bauernaufstands 1358 Opfer eines Brands wurde. Während der Regierungszeit Ludwigs XI. von Jacques de Thumery wieder aufgebaut, wurde das Anwesen durch das Anlegen eines Teichs im Jahre 1480 verschönert. 1528 erwarb der königliche Sekretär (französisch: secrétaire du roi) Je(h)an Duval (auch du Val) die Seigneurie Dampierre. Er vergrößerte nicht nur den Landbesitz der Herrschaft durch entsprechende Zukäufe, sondern ließ auch die damals vorhandenen Gebäude des alten Herrensitzes 1535 modernisieren. Zu seiner Zeit bestand er aus mehreren, zweigeschossigen Gebäuden, die sich um einen Hof gruppierten und von einem Wassergraben umgeben waren. Zugang gewährte eine Zugbrücke die zu einem befestigten Torhaus führte. Ein kleiner Garten gehörte ebenfalls zum Ensemble. 1547 empfing Jean Duval den französischen König Franz I. auf seinem Schloss, das ab 1550 Pierre Séguier als Vorbild für den Bau seines Schlosses La Verrière diente.

### Umbauten im 16. und 17. Jahrhundert
Charles de Lorraine-Guise, Erzbischof von Reims, kaufte das Schloss Duvals am 16. Februar 1551 und ließ die vorhandenen Gebäude umfassend verändern und ausbauen. Als Architekt dieses Werks kommen sowohl Claude Foucques, der im Jahr 1565 als Charles’ Architekt verbürgt ist, als auch Francesco Primaticcio infrage. Nach Abschluss der Arbeiten, bei denen unter anderem neue Wirtschaftsgebäude errichtet und ein Studiolo im Inneren 1554 mit Fresken von Francesco Salviati ausgestattet wurden, präsentierte sich Schloss Dampierre als eine von Wassergräben umgebene geschlossene Vierflügelanlage, deren Aussehen Jacques I. Androuet du Cerceau auf Stichen in dem zweiten Band seines Werks Les plus excellents Bastiments de France festhielt. Demnach besaß sie von Backsteinfassungen eingerahmte Fenster sowie Rundtürme an den nördlichen Ecken, und ihre Flügel waren von Satteldächern bedeckt. Im Südwesten schloss sich der Anlage ein Gartenparterre an, das von einer Mauer mit drei Pavillontürmen umgeben war. Der Landbesitz, der die Schlossanlage umgab, war von Kanälen durchzogen, die ab 1550 angelegt worden waren.

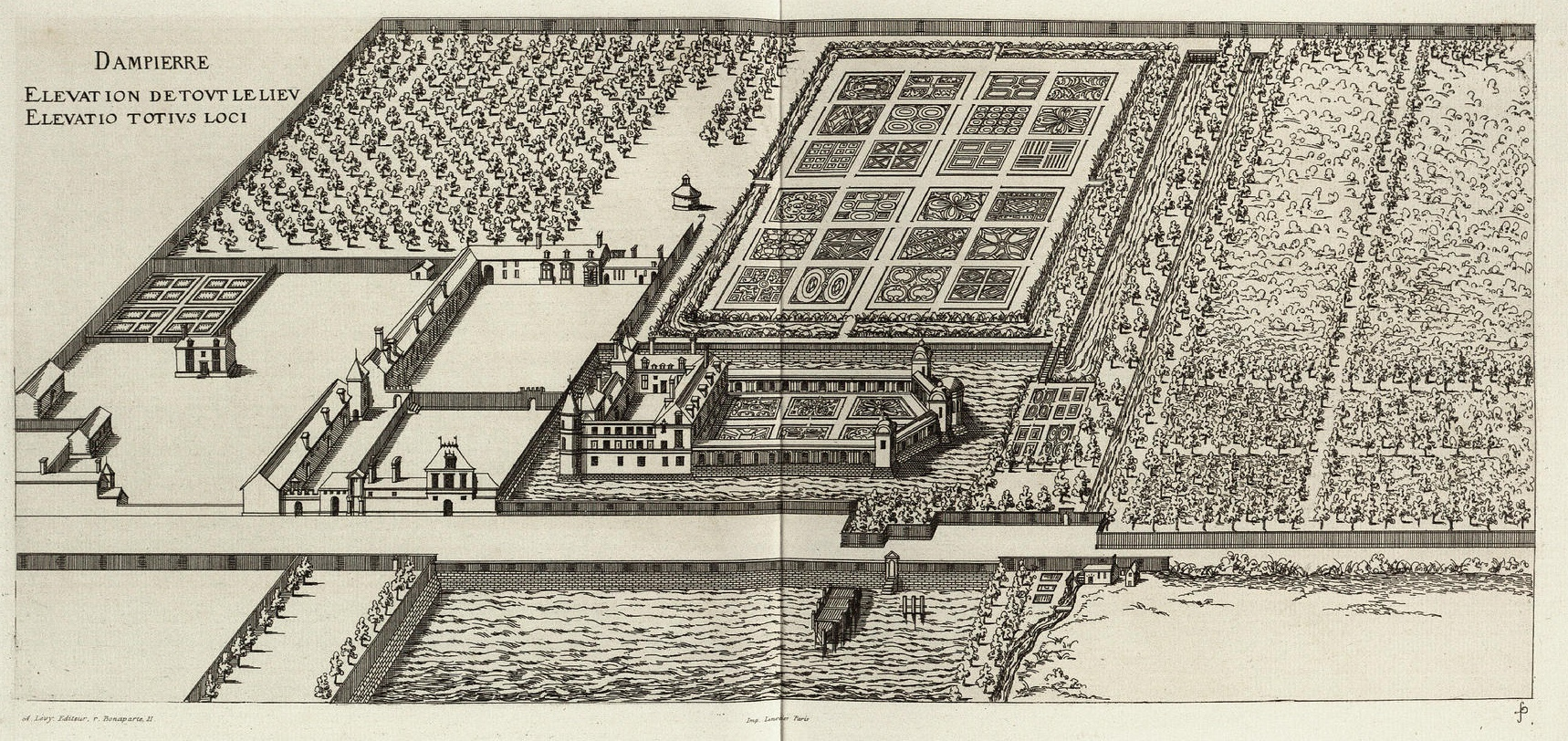
Ansicht der Schlossanlage nach den Umbauten unter Charles de Lorraine-Guise, Stich von Jacques I. Androuet du Cerceau

Erbe dieses Besitzes wurde 1574 Charles’ Neffe Henri I. de Lorraine, duc de Guise, dessen Witwe Catherine de Clèves sich nach seiner Ermordung nach Dampierre zurückzog. Catherines Sohn Claude de Lorraine, duc de Chevreuse, ließ, nachdem er Besitzer des Schlosses geworden war, ein weiteres Wohngebäude errichten, das Astrée genannt wurde. Es erhielt diesen Namen nach Gemälden in seinen Innenräumen, deren Motive von Honoré d’Urfés Schäferroman L’Astrée inspiriert waren. Zur gleichen Zeit existierte bereits am westlichen Ende des Schlossteichs eine Insel, auf der fünf Pavillons standen. Der Schlossherr schenkte die Anlage noch zu Lebzeiten seiner Frau Marie de Rohan-Montbazon, der für ihre Liebschaften und Intrigen bekannt gewordenen Herzogin von Chevreuse, die nach ihrer Beteiligung an der Fronde vom königlichen Hof in Paris nach Dampierre verbannt worden war. Sie vermachte den Besitz 1663 Louis Charles d’Albert, Herzog von Luynes, dem Sohn aus ihrer ersten Ehe mit dem Connétable von Frankreich, Charles d’Albert, duc de Luynes.
Louis Charles’ Sohn Charles Honoré ließ die alten Schlossgebäude um 1670 fast vollständig niederlegen und erbaute auf deren Fundamenten ab 1675 nach Plänen von Jules Hardouin-Mansart ein Schloss im Stil des klassizistischen Barocks. Bei den Arbeiten, die 1685 noch nicht abgeschlossen waren, wurde der alte Schlossgarten durch neue barocke Gartenanlagen ersetzt, zu denen auch zwei Gemüsegärten gehörten. Die neuen Anlagen wurden vom königlichen Landschaftsarchitekten André Le Nôtre entworfen, der für die symmetrische Gestaltung unter anderem die bereits vorhandenen, von der Yvette gespeisten Kanäle nutzte. Kurz nachdem Ludwig XIV. 1682 seine Residenz nach Versailles verlegt hatte und Dampierre damit näher am neuen Machtzentrum Frankreichs lag, erfuhr das Schloss noch einmal Vergrößerungen und erhielt eine aufwändigere Innenausstattung. So wurde zum Beispiel 1685 der Marstall vergrößert und Ende 1688 der Bildhauer David Bertrand mit der Gestaltung von Stuckverzierungen an den Kaminen in den Innenräumen beauftragt. Zwei von ihnen sind heute noch im ersten Stock des Schlosses erhalten.

### Restaurierung unterFélix Duban

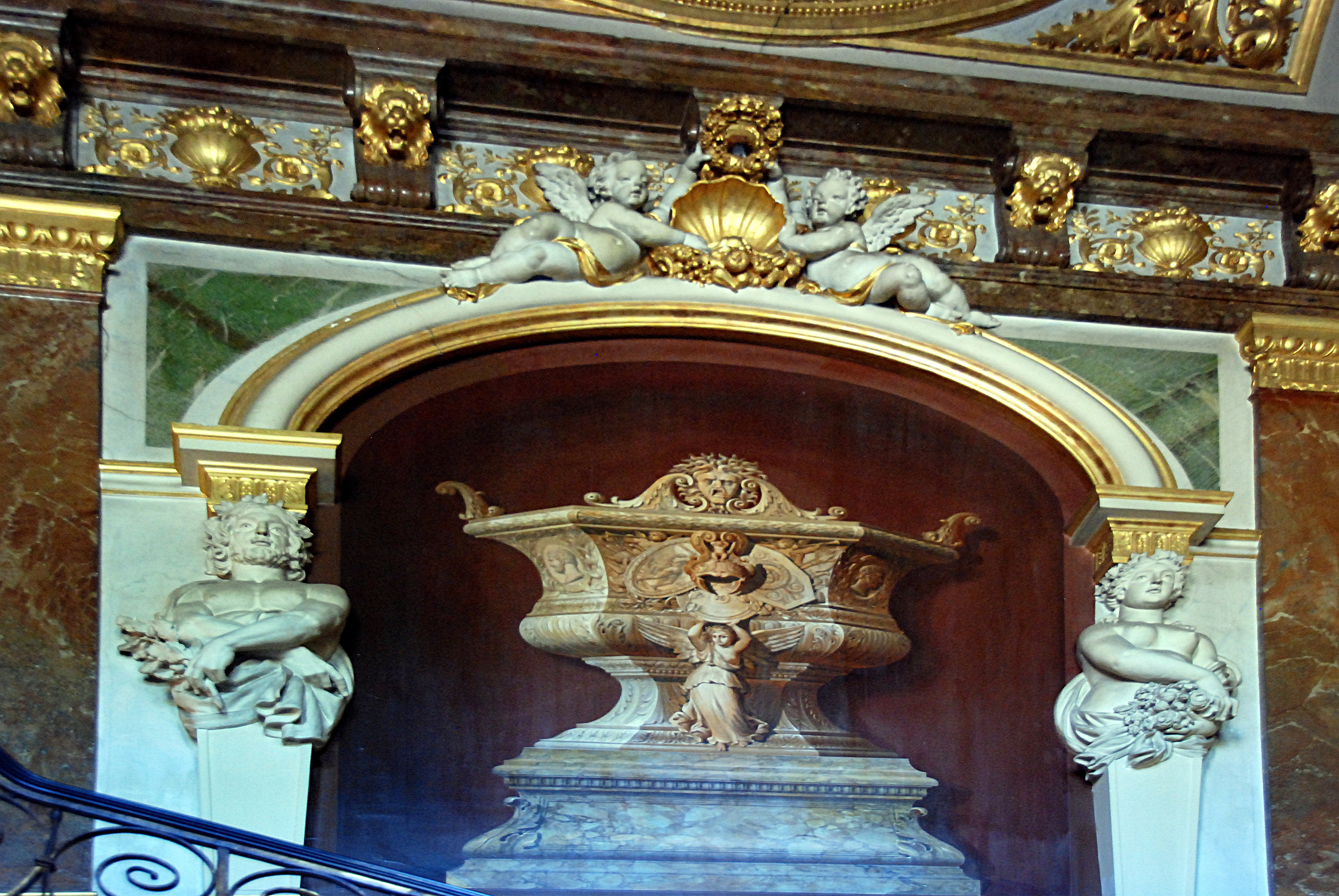
Die Vasenbilder in Trompe-l’œil-Technik an den Vestibülwänden stammen aus der Zeit ab 1839.

Während der nächsten rund 100 Jahre kamen weitere Veränderungen hinzu. So wurden unter dem Herzog Charles Philippe d’Albert die fünf Pavillons auf der Teichinsel in den Jahren 1742 und 1743 durch Neubauten ersetzt, die wahrscheinlich von Jean Cailleteau ausgeführt wurden, und Charles Louis d’Albert ließ im Jahr 1765 am Ende des Astree-Flügels eine Orangerie erbauen. Im Gegensatz zu vielen anderen französischen Schlössern überstand Dampierre die Wirren der Französischen Revolution vollkommen unbeschadet, doch hatten sich im Laufe der Jahre Wasserschäden am Corps de Logis gebildet, sodass es ab 1839 unter dem Honoré Théodoric d’Albert de Luynes instand gesetzt werden musste. Er beauftragte mit der Restaurierung den Architekten Félix Duban, auf dessen Entwürfe das heutige Aussehen des neoklassizistischen Festsaals im ersten Geschoss sowie die Gestaltung der Ehrentreppe im Vestibül zurückgehen. Gleich zu Beginn der Restaurierungsarbeiten erteilte der Schlossherr Jean-Auguste-Dominique Ingres den Auftrag, den Festsaal seines Schlosses mit zwei Wandbildern zu dekorieren. Ingres hatte dabei gegenüber Horace Vernet und Paul Delaroche, die der Herzog ebenfalls in Betracht gezogen hatte, den Vorzug erhalten. Den Kontakt zum Künstler vermittelte Duban, der ein Freund Ingres’ war. Ingres entschied sich gegen die Freskotechnik und begann mit der Ausführung des ersten Wandbildes Das goldene Zeitalter (französisch: Âge d’or) in Ölmalerei direkt auf die verputzte Wand im August 1843, doch beendete er es niemals, denn er wurde 1848 in Ungnaden aus dem Dienst des Herzogs entlassen. Das zweite von ihm geplante Bild, Das eherne Zeitalter (französisch: Âge de fer), überschritt niemals das Skizzen-Stadium. Gemeinsam mit Ingres waren drei seiner Schüler an der Ausgestaltung des Festsaals beteiligt: Hippolyte und Paul Flandrine sowie Pierre-Charles Simart.

## Beschreibung

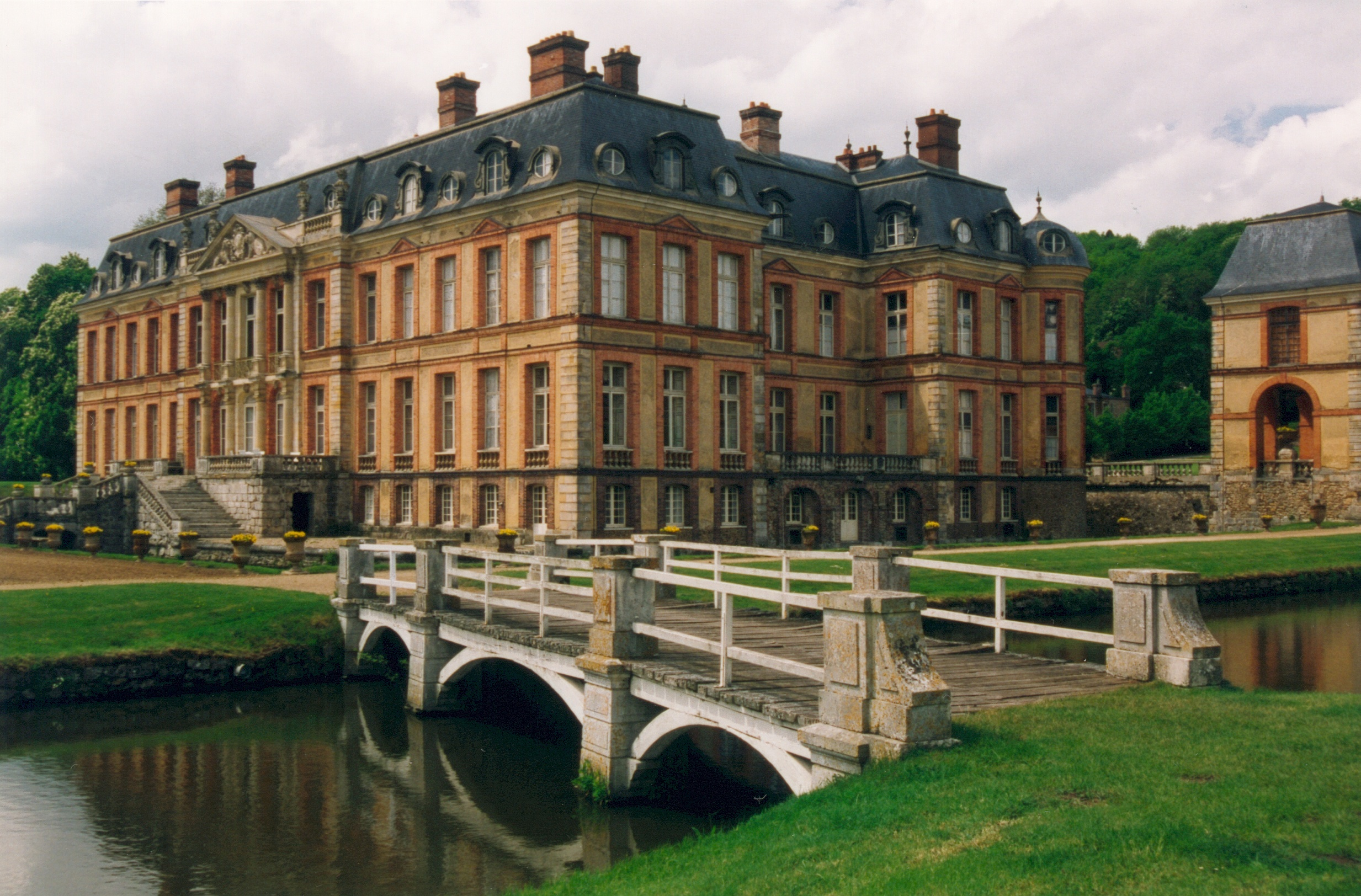
Das Corps de Logis von Osten gesehen

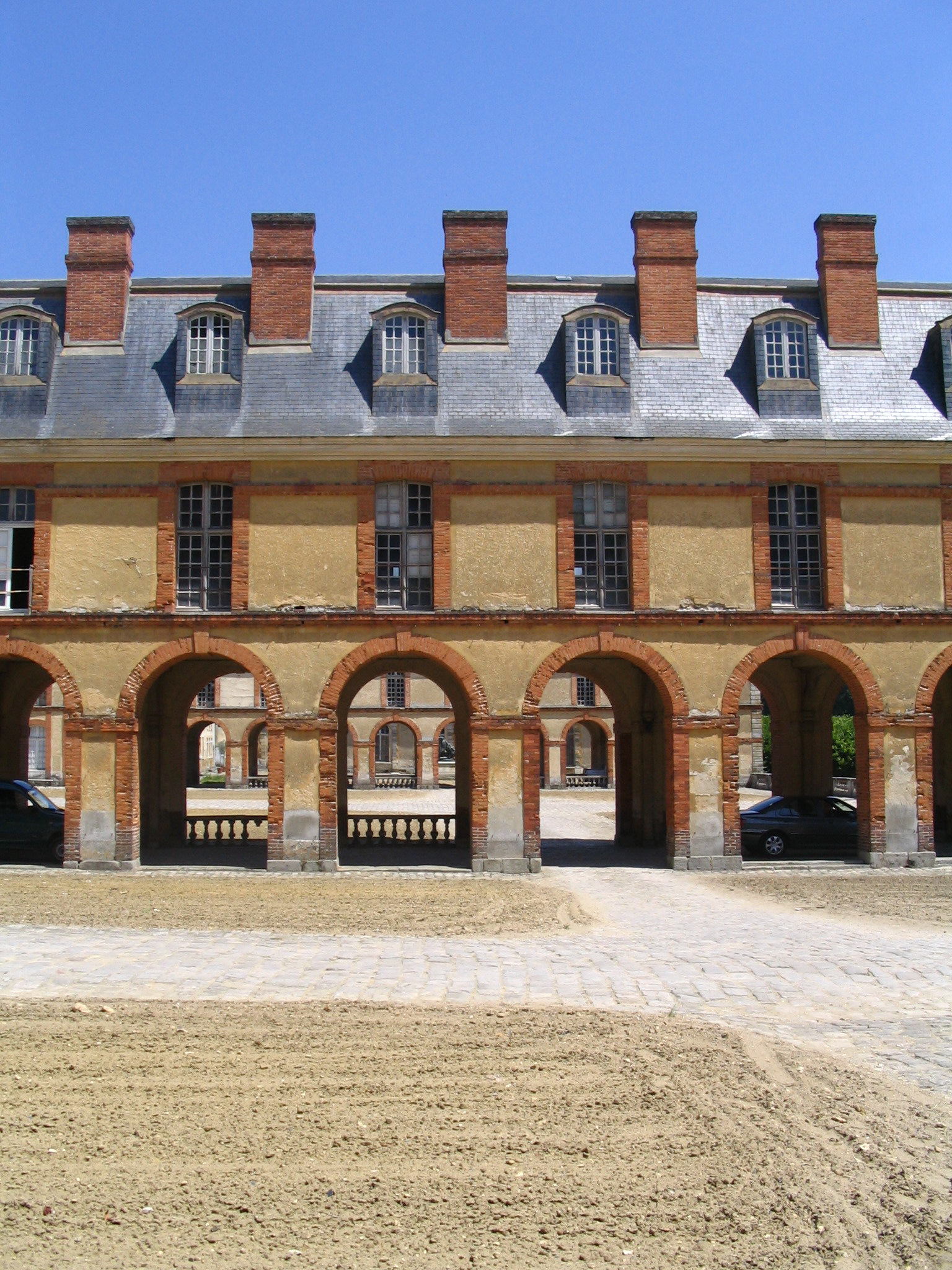
Arkaden im Erdgeschoss der Wirtschaftsgebäude

Das Gebäudeensemble der Schlossanlage besteht aus einem zentralen Hauptgebäude, das allseitig von Wassergräben umgeben ist, und dem nordwestlich davon liegenden Ehrenhof, der im Norden und Süden von zwei langgestreckten Wirtschaftsgebäuden begrenzt ist. Ihm ist im Nordwesten noch einmal ein Vorhof vorgelagert, an dessen Nordseite Nebengebäude stehen. Die beiden Schlosshöfe sind durch eine niedrige Balustrade voneinander abgegrenzt. Zugang zum Vorhof gewährt ein kunstvoll geschmiedetes Gittertor im Régence-Stil, das nach Entwürfen von Louis-Adam Loriot gefertigt wurde. Seinen Platz zwischen zwei eingeschossigen Eingangspavillons mit Mansarddach erhielt es 1758.
Die Schlossgebäude werden von einem 450 Hektar großen Schlosspark umgeben, der mehrheitlich von Waldbestand gekennzeichnet ist. Die gesamte Anlage wird durch eine 1600 Meter lange, geradlinige Mittelachse dominiert. Sie beginnt auf einem Aussichtshügel auf der dem Schlosseingang gegenüberliegenden Straßenseite, setzt sich durch einen zentralen Zuweg bis zum Hauptgebäude fort und endet hinter dem Gartenparterre an einem Wegeschnittpunkt im Wald des Parks.

### Schlossgebäude
Auffälligstes Merkmal der zweigeschossigen, langgestreckten Gebäude, die den Ehrenhof begrenzen, sind die Arkadengänge in ihrem Erdgeschoss mit jeweils neun Bögen. Den beiden Bauten schließen sich weitere Wirtschaftsgebäude an; nach Süden zum Beispiel die ehemaligen Pferdeställe, die heute als Restaurant genutzt werden.
Kern der Schlossgebäude ist ein dreiflügeliges Corps de Logis, dessen drei Geschosse von einem schiefergedeckten Mansarddach abgeschlossen werden. Der verputzte Bruchsteinbau besitzt Eckquaderungen aus Werkstein sowie Gesimse und Fensterrahmen aus Ziegel. Seine kurzen Seitentrakte besitzen kleine Rundtürme an den äußeren Ecken. Die lange Mittelachse der Schlossanlage ist am Hauptgebäude durch zweigeschossige Mittelrisalite an der Nord- und Südfassade besonders betont. Deren obere Abschlüsse in Form von Dreiecksgiebeln werden durch Halbsäulen getragen und zeigen die Initialen des Schlossbauherrn Charles Honoré d’Albert. Auf der Gartenseite führt eine monumentale, dreiläufige Freitreppe vom Eingang im Mittelrisalit auf eine Plattform und in den Garten hinab. Sie dient damit gleichzeitig als Brücke über den Wassergraben.
Im Untergeschoss des Corps de Logis sind Küchen und Gesinderäume untergebracht. Die Innenräume im Hochparterre besitzen noch immer ihre Original-Ausstattung aus dem 18. Jahrhundert. Kunsthistorisch besonders wertvoll ist dabei die weiß-goldene Vertäfelung des Salons Ludwigs XV. (französisch: salon de Louis XV), die als Meisterwerk des Rocaille-Stils (Rokoko) gilt, sowie die aufwändigen Boiserien im Speisesaal, die aus der Zeit Ludwigs XIV. stammen und dem französischen Kunsttischler Bernard Toro zugeschrieben werden. Das Dekor des Vestibüls stammt aus der ersten Hälfte des 19. Jahrhunderts und ist inspiriert von der Königinnentreppe (französisch: escalier de la Reine) im Schloss Versailles. Das Deckengemälde stammt von Charles Gleyre, während die drei Vasenbilder in Trompe-l’œil-Technik an den Wänden von François-Édouard Picot gemalt wurden. Die im Vestibül stehende Penelope-Statue aus dem Jahr 1848 ist ein Werk Jules Caveliers. Bemerkenswertester Raum im Obergeschoss des Hauptgebäudes ist der große Festsaal, der Minerva-Saal (französisch: salle de Minerve) genannt wird. Seine neoklassizistische Gestaltung geht auf eine Restaurierung unter Félix Duban zurück. Er besitzt ein unvollendetes Fresko von Jean-Auguste-Dominique Ingres, vor dem eine verkleinerte Kopie der Athene-Statue des griechischen Bildhauers Phidias steht.

### Schlosspark
Vom einstigen Garten André Le Nôtres sind heute nur noch ein achteckiges, von Balustraden umgebenes Wasserbassin und die sternförmig angelegten Alleen im Schlosspark erhalten, der in einigen Teilen durch einen Sturm im Dezember 1999 zerstört wurde. Die einst kunstvoll angelegten Parterres sind heute mit Rasen bepflanzt. Im Südwesten der Schlossanlage erstreckt sich ein L-förmig geknickter, 18 Arpents großer Schlossteich, dessen Ufer von Rosskastanien gesäumt ist. An seinem westlichen Ende befindet sich eine kleine Insel, auf der noch einer von ursprünglich fünf Pavillons steht.